# Via Latina
La Via Latina era una strada romana, che da Roma andava in direzione sud est per circa 200 km, nell'area orientale del Latium, attraversando i monti Lepini, Ausoni, Aurunci e le valli fluviali del Sacco e del Liri-Garigliano, per terminare poi a Casilinum, la moderna Capua. Dal punto terminale del percorso deriva il nome medievale della strada, via Casilina.
Nella Roma contemporanea rimane un tratto della strada antica nel quartiere Appio-Latino, tra Porta Latina e via Appia Nuova.

## Storia
A differenza della maggior parte delle strade romane, non porta il nome del costruttore, suggerendo così che si tratti di una delle strade più antiche; infatti tale percorso, pur se tracciato definitivamente tra il IV e il III secolo a.C., veniva già utilizzato in età preistorica e gli Etruschi lo usarono per colonizzare la Campania tra i secoli VIII e VI a.C.
Sul nome della strada esistono due ipotesi. La prima ne collega la costruzione alla fine della guerra latina nel 338 a.C., che segna l’inizio della colonizzazione romana del territorio proprio lungo la strada, dove furono poste le colonie più antiche e importanti (Cales e Fregellae). La seconda fa derivare il nome dalla sua funzione di accesso al mons Albanus, dove sorgeva il principale luogo di culto dei latini, dedicato a Giove Laziale.
Ha comunque preceduto la via Appia come itinerario verso la Campania, poiché la colonia latina di Cales è stata fondata nel 334 a.C. e doveva essere accessibile da Roma per una strada, mentre la Regina Viarum è stata realizzata solo ventidue anni più tardi. Segue anche una linea molto più naturale di comunicazione, senza le difficoltà ingegneristiche che dovette affrontare la via Appia. Nella parte iniziale ha senza dubbio preceduto la via Labicana, con la quale poi si congiunge, anche se questa fu preferita in seguito.

## Itinerario

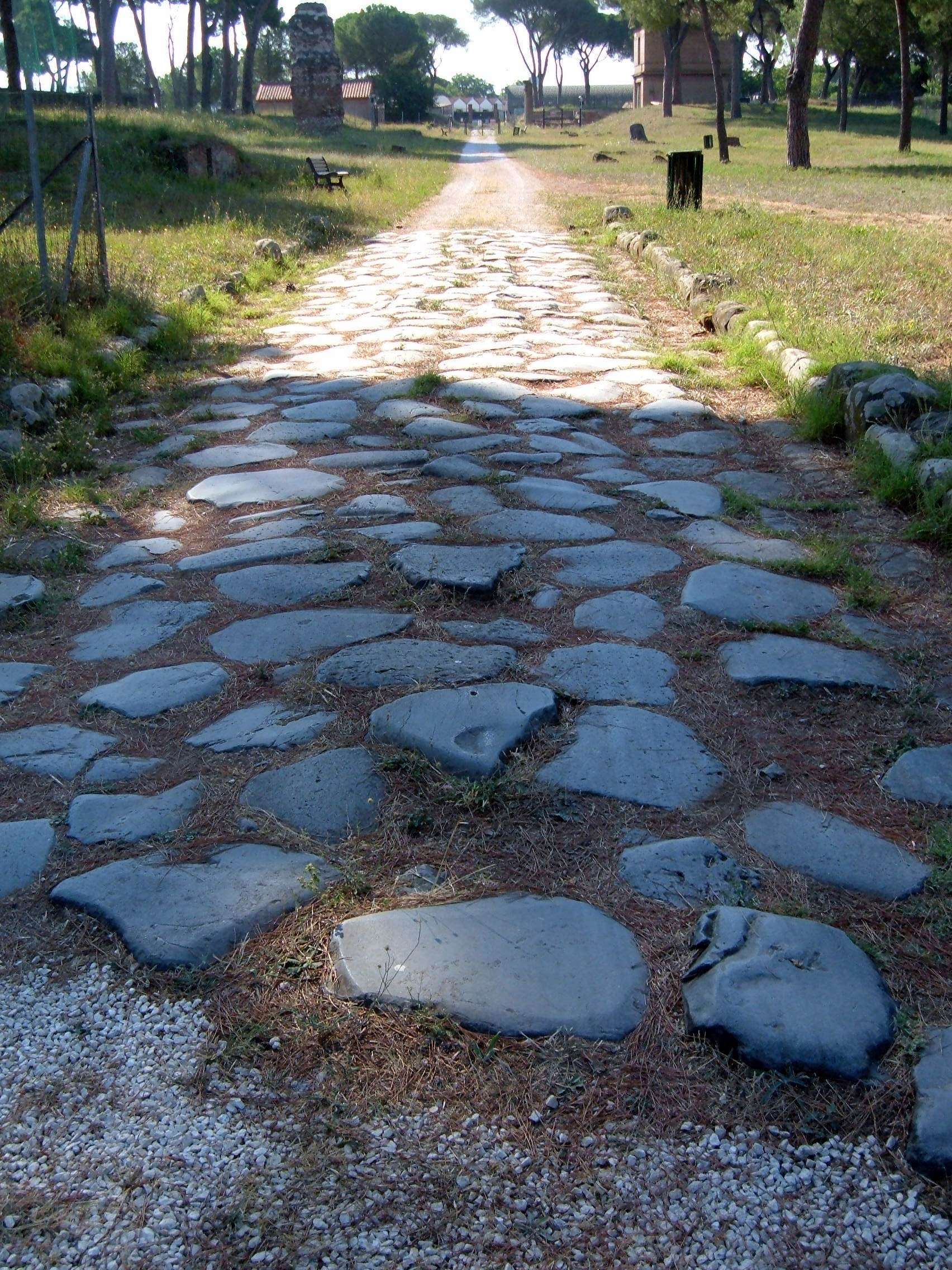
Tratto della via Latina (II secolo a.C.) nel parco archeologico delle Tombe di via Latina.

Iniziava a Roma, da Porta Capena , assieme alla via Appia. Le due vie si separavano molto presto tanto che nelle Mura Aureliane ebbero ognuna una porta propria, Porta Latina e Porta Appia (poi Porta San Sebastiano).
Dopo essere salita attraverso il Monte Tusculano, tra la città di Tusculum e il Monte Albano, scendeva verso la piccola città di Algidum (oggi presso Cava dell'Aglio), nei pressi del passo dell'Algido, che fu importante nella prima storia militare di Roma.
Dopo il ricongiungimento con la via Labicana, la via Latina continuava seguendo la valle del Trerus (Sacco), nello stesso percorso moderno della ferrovia che va a Napoli via Cassino, e rasentava in pianura le città collinari degli Ernici: da Anagnia, a Ferentinum, passando per Frusino (presso il fiume Cosa) e Fabrateria Vetus. A Fregellae scavalcava il fiume Liris, e in pianura attraversava quindi Aquinum (presso la quale scorre il fiume Melpis) e Casinum (ultima città dell'antico Latium).
Quindi passava nel varco fra gli Appennini ed il gruppo vulcanico di Roccamonfina ma la strada originale, invece di attraversarlo, girava bruscamente (all'altezza di San Pietro Infine) verso nord-est sopra le montagne verso Venafrum, mettendo così in comunicazione diretta con l'interno del Sannio e, tramite altre strade, con Aesernia, Cubulteria, Alifae e Telesia.
In seguito, tuttavia, ci fu con ogni probabilità la creazione di una variante, tra Rufrae (l'attuale Presenzano) e San Pietro Infine, che abbreviava il percorso e che seguiva l'attuale percorso dell'autostrada e della ferrovia Napoli-Roma. I due tracciati si ricongiungevano vicino all'attuale stazione ferroviaria di Caianello e la strada portava a Teanum Sidicinum (Teano), Cales e Casilinum, la moderna Capua, dove, prima di attraversare il Volturno mediante il Ponte Appio, parzialmente sopravvissuto, si immetteva nella via Appia.

## Archeologia
Alcuni tratti dell'antico tracciato sono ancora visibili a Roma nell'area delle Tombe della via Latina e nel Parco degli Acquedotti, nei pressi dell'acquedotto Claudio. Resti degli edifici funerari, agricoli e di servizio lungo la strada sono stati rinvenuti sia nei moderni quartieri di Roma (tra cui la torre dell'Angelo) sia nell'Agro Romano, e parte delle scoperte sono esposte nell'Antiquarium di Lucrezia Romana.